# Stomiopeltis dryadis
Stomiopeltis dryadis är en svampart som först beskrevs av Rehm, och fick sitt nu gällande namn av L. Holm 1979. Stomiopeltis dryadis ingår i släktet Stomiopeltis och familjen Micropeltidaceae.  Arten är reproducerande i Sverige. Inga underarter finns listade i Catalogue of Life.